# Carpelimus aeolus
Carpelimus aeolus är en skalbaggsart som beskrevs av Richard Eliot Blackwelder 1943. Carpelimus aeolus ingår i släktet Carpelimus och familjen kortvingar. Inga underarter finns listade i Catalogue of Life.